# Foramen obturatum
Foramen obturatum er et ovalt hul dannet af de krogede forløb af skambenet og sædebenet. Hullet er som regel næsten fuldstændigt dækket af membrana obturatoria, en stærk bindevævsmembran, som kun har hul helt øverst i foramen obturatum. Dette hul benævnes canalis obturatorius og herigennem løber nervus-, vena- og arteria obturatoria, som alle sammen løber ned af låret.